# L'Eau, le Vent, la Terre
Pour plus de détails, voir Fiche technique et Distribution.
L'Eau, le Vent, la Terre est un film iranien réalisé par Amir Naderi et sorti en 1989.

## Fiche technique
- Titre : L'Eau, le Vent, la Terre
- Titre original : Aab, baad, khaak
- Réalisation : Amir Naderi
- Scénario : Amir Naderi
- Photographie : Reza Pakzad
- Son : Eshaq Khanzadi et Nezamoddin Kiaie
- Montage : Amir Naderi et Maani Petgar
- Pays de production :  Iran
- Genre : comédie dramatique
- Format : couleur - mono
- Durée : 94 minutes
- Dates de sortie : 
  - France : novembre 1989 (Festival des trois continents)
  - Pays-Bas : 9 novembre 1990[1]

## Distribution
- Majid Niroumand

## Distinction
- Montgolfière d'or au Festival des trois continents 1989[2].